# Гидрид меди(I)
Гидрид меди(I) — неорганическое соединение
металла меди и водорода с формулой CuH,
коричневые кристаллы,
реагирует с водой.

## Получение
- Восстановление сульфата меди(II) фосфорноватистой кислотой:

{\displaystyle {\mathsf {2CuSO_{4}+3H_{3}PO_{2}+3H_{2}O\ \xrightarrow {} \ 2CuH+3H_{3}PO_{3}+2H_{2}SO_{4}}}}
- Электролиз водных растворов электродами из меди.

## Физические свойства
Гидрид меди(I) образует коричневые кристаллы
кубической сингонии,
параметры ячейки a = 0,434 нм, Z = 4.

## Химические свойства
- Разлагается при незначительном нагревании:

{\displaystyle {\mathsf {2CuH\ {\xrightarrow {60^{o}C}}\ 2Cu+H_{2}}}}
- Медленно окисляется на воздухе:

{\displaystyle {\mathsf {4CuH+3O_{2}\ {\xrightarrow {}}\ 4CuO+2H_{2}O}}}